# Информационно-туристический центр

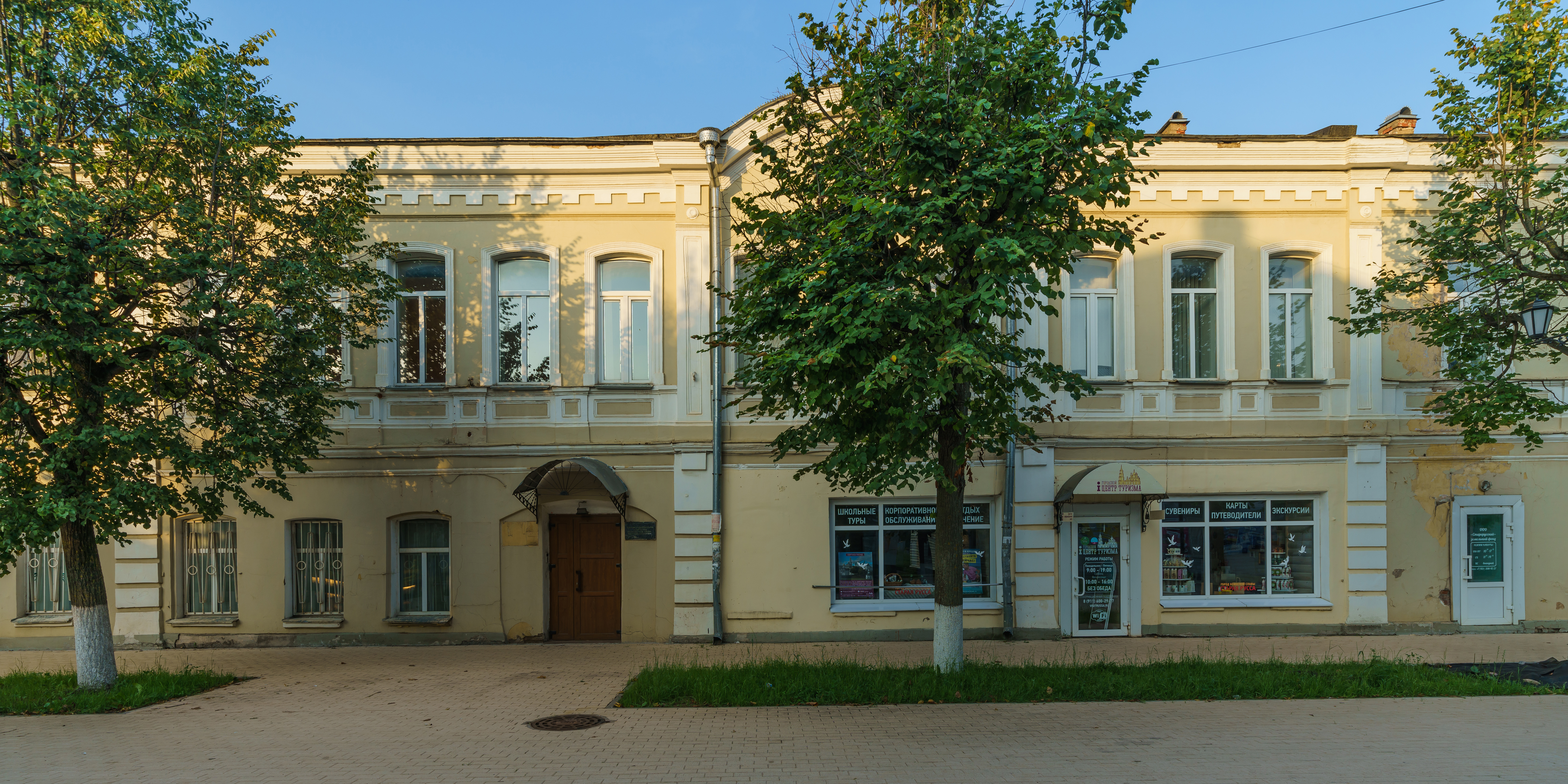
Городской центр туризма в Старой Руссе, расположившийся в историческом здании в центре города

Информационно-туристический центр (ИТЦ) или пункт — это сервисная служба, которая предоставляет информацию о местных туристических продуктах, достопримечательностях, исторических ценностях региона, мероприятиях, экскурсионных маршрутах, транспорте, шопинге, развлечениях и другом. ИТЦ могут также продавать билеты на местный общественный транспорт, продавать или бесплатно раздавать туристические материалы — карты, буклеты, краеведческую и историческую литературу, и др. ИТЦ также могут торговать сувенирами, продукцией местных ремесленников, мастеров, художников.   
Информационно-туристические центры принято обозначать латинской буквой «i» (классически — на зелёном фоне), могут быть и другие варианты указателей.
По форме собственности информационно-туристические центры могут быть: 
- Городские (муниципальные)
- Частные (коммерческие)
- Общественные организации
- Принадлежащие ассоциациям предприятий туризма.

Информационно-туристические центры могут финансироваться из бюджета города, страны, из средств ассоциаций туризма, и т.п. 
Иногда коммерческие информационно-туристические центры создаются на базе туроператоров с целью привлечения потенциальных клиентов или повышения качества обслуживания своих клиентов.
Режим работы  ИТЦ зависит от потока туристов: круглый год или только в «высокий сезон».
Каталог ИТЦ представлен, например, на сайте каталога туристических центров.